# 天津市北辰区中医医院
天津市北辰区中医医院，又称天津中医药大学附属北辰中医院，简称北辰中医院，始建于1989年，位于天津市北辰区京津路436号。，2008年被天津中医药大学确定为附属医院，是三级甲等医院。